# جریکو، شهرستان کامبرلند، نیوجرسی
جریکو (به انگلیسی: Jericho) یک منطقهٔ مسکونی در ایالات متحده آمریکا است که در استو کریک، نیوجرسی واقع شده‌است. جریکو ۹٫۱۴ متر بالاتر از سطح دریا قرار دارد.